# Gut Dauelsberg
Das Gut Dauelsberg in Delmenhorst-Stickgras/Annenriede, Syker Straße 369 und östlich der Bundesstraße 75, war ein größerer landwirtschaftlicher Betrieb, aus dem 1884 eine sogenannte Arbeiterkolonie für Wanderarbeiter und Obdachlose und später auch eine soziale Heimstätte als vollstationäre Pflegeeinrichtung wurde.
Kapelle, Speicher und Wasserrad auf Gut Dauelsberg sind Baudenkmale in Delmenhorst.

## Geschichte
Das 150 Hektar große Gut Dauelsberg wurde 1884 als Arbeiterkolonie gegründet. Der Verein Oldenburgisch-Bremische Arbeiterkolonie Gut Dauelsberg kaufte dazu den landwirtschaftlichen Betrieb von der Familie von Seggern. In einer Zeit vieler Wanderarbeiter sollte die Arbeiterkolonie nach dem Vorbild von Pastor Friedrich von Bodelschwingh geführt werden. Im Förder-Komite  waren der Geheime Kirchenrath Hansen, Pastor Roth, Bankdirektor Jaspers (alle Delmenhorst), Eisenbahndirektor Ramsauer (Oldenburg), die Pastoren Gramber (Elsfleth), Dr. Niemann (Cappeln) und Langhorst (Vechta), die Amtshauptmänner Zedelind (Delmenhorst) und Huchting (Wildeshausen), Landtagsabgeordneter Borgmann (Apen), Reichstagsabgeordneter Gerhard Ahlhorn (Jade) und Ratsherr Mettcker (Jever) vertreten.
In der Zeit des Nationalsozialismus versteckte der damalige Leiter der christlichen Einrichtung behinderte Männer, um sie vor der Ermordung im Rahmen der Euthanasiemaßnahmen zu schützen.
1980 wurden rund 85 Behinderte und Nichtsesshafte auf dem Gut betreut. 1987 wurde für eine Glocke aus Pommern ein Unterstand gebaut. Berichtet wurde über die sehr differenzierte Einrichtung als Dorf in einer Stadt mit Tischlerei, Schusterei, Wäscherei, Schmiede, Kapelle, Cafe, Schweinezucht, Rinderhaltung und einer Fußballmannschaft. 1990 wurde geschrieben, dass das Gut 130 Rinder besitze. 1993/95 erfolgten Umbauten. 1995 wurden noch für acht Durchwanderer Schlafplätze vorgehalten. 2018 erfolgte der Abriss des früheren Hauptgebäudes und der Neubau zweier zweigeschossiger Wohnhäuser.
Gut Dauelsberg ist heute eine Einrichtung der Wohnungslosenhilfe, der stationären Eingliederungshilfe für Menschen mit seelischen Behinderungen und der vollstationären Pflege mit zirka 25 Plätzen (2022), u. a. auch als Altenheim. Träger der Stiftungsverwaltung ist der Bezirksverband Oldenburg (BVO) als Körperschaft des öffentlichen Rechts. Die Einrichtung verfügt über Werkstätten, eine größere Landwirtschaft und über Arbeits- und Qualifizierungsangebote für Langzeitarbeitslose. Im Areal stehen um einen Innenhof ca. 12 ältere und neuere ein- und zweigeschossige Gebäude sowie weitere landwirtschaftliche Gebäude im nahen Umfeld. Dazu gehören u. a.:
- Die reetgedeckte denkmalgeschützte Kapelle Zum guten Hirt in einem ehemaligen Schuppen und Schafstall, ein Fachwerkbau von 1712 mit einem Walmdach
- Ein ehemaliger Speicher als Fachwerkbau mit Ladekran
- Das historische Wasserrad aus den 1880er Jahren am Dünsener Bach (Heidbäke) zum Antrieb einer Dreschmaschine mittels Treibriemen, 2017/18 saniert[1]
- Eine Fachwerkscheune mit Krüppelwalmdach
- Eine Kaffeestube in einem alten Fachwerkhaus
- Ein kleiner Hofladen
- Drei neuere zweigeschossige Häuser für die Bewohner
- Die Werkstätten

Auf dem Gut finden auch regionale und überregionale Veranstaltungen statt.
Eine geschützte Rotbuchenallee führt zum Gut. Ein 14 Meter hoher Ilex könnte unter Umständen der größte Ilex in Niedersachsen sein.
Bis 2021 leitete Helmuth Blauth die Einrichtung, aktuell Carsten Sauerwein.